# Adam Pozowski
Adam Wiktor Pozowski, urodzony jako Adam Wiktor Mróz (ur. 23 grudnia 1892 w Krakowie, zm. 9 stycznia 1939 tamże) – polski adwokat, sędzia, doktor nauk prawnych, działacz narodowo-demokratyczny, radny Krakowa, kapitan Wojska Polskiego.

## Życiorys
Był synem Jana Mroza, woźnego bankowego i kontrolera kolejowego, oraz Magdaleny z Pozowskich. Ukończył III Gimnazjum w Krakowie i studia prawnicze na Uniwersytecie Jagiellońskim. 19 kwietnia 1918 uzyskał tam stopień doktora nauk prawnych.
W 1914 został zmobilizowany do armii austriackiej. Ukończył szkołę oficerską dla rezerwistów. Walczył na froncie włoskim, gdzie był dwukrotnie ranny. W marcu 1919 uzyskał zezwolenie na używanie nazwiska Mróz-Pozowski (później używał jedynie nazwiska matki). Następnie od grudnia 1919 służył w Wojsku Polskim w Korpusie Oficerów Sądowych. W kwietniu 1920 został awansowany na kapitana. W drugiej połowie 1921 przeszedł do rezerwy. 
Odbył aplikację sądową, po której został mianowany sędzią zapasowym w krakowskim sądzie apelacyjnym. W 1927 został wpisany na listę adwokatów. Prowadził własną kancelarię. Był obrońcą w licznych procesach politycznych m.in. w sprawie tzw. wyprawy myślenickiej, procesu dziennikarza Edwarda Zajączka i w sprawie pogromu w Przytyku. Bronił także ludzi niezwiązanych ze środowiskiem narodowym np. w 1932 działaczy ludowych z Wojnicza. Należał do Towarzystwa Szkoły Ludowej i Wydziału Dzielnicy Krakowskiej Polskiego Towarzystwa Gimnastycznego „Sokół”.
Był członkiem Związku Ludowo-Narodowego. W latach 1929-1931 stał na czele Wydziału Grodzkiego Ruchu Młodych Obozu Wielkiej Polski w Krakowie. Był także członkiem Wydziału Wykonawczego Obozu Wielkiej Polski. W styczniu 1934 objął funkcję kierownika Wydziału Wojewódzkiego Sekcji Młodych Stronnictwa Narodowego. Od 1 marca 1935 prezes Zarządu Okręgowego Stronnictwa Narodowego w Krakowie. W 1938 został wybrany radnym Krakowa z listy Stronnictwa Narodowego w okręgu IV (Krowodrza). W styczniu był przewodniczącym Narodowego Koła Radnych.
Zmarł tragicznie 9 stycznia 1939, gdy po powrocie z pogrzebu Romana Dmowskiego w Warszawie zaczadził się gazami spalinowymi. Został pochowany na cmentarzu Rakowickim (kwatera JD).

## Ordery i odznaczenia[3]
- Srebrny Medal Waleczności (Austro-Węgry)
- Krzyż Wojskowy Karola (Austro-Węgry)